# Płonkowo
Płonkowo – wieś w Polsce położona w województwie kujawsko-pomorskim, w powiecie inowrocławskim, w gminie Rojewo.
W latach 1954-1957 wieś była siedzibą gromady Płonkowo, po jej zniesieniu w gromadzie Rojewo. W latach 1975–1998 miejscowość administracyjnie należała do województwa bydgoskiego.
Według Narodowego Spisu Powszechnego (III 2011 r.) wieś liczyła 192 mieszkańców. Jest siódmą co do wielkości miejscowością gminy Rojewo.
W Płonkowie znajduje się kościół pw. Maksymiliana Marii Kolbego i pierwszych polskich męczenników. Został zbudowany w latach 80. XX wieku przez ówczesnego proboszcza ks. Józefa Sołtysiaka. W kościele znajdują się szczątki błogosławionego ks. Mariana Skrzypczaka, włączonego w poczet błogosławionych w 1999 r. przez papieża Jana Pawła II.

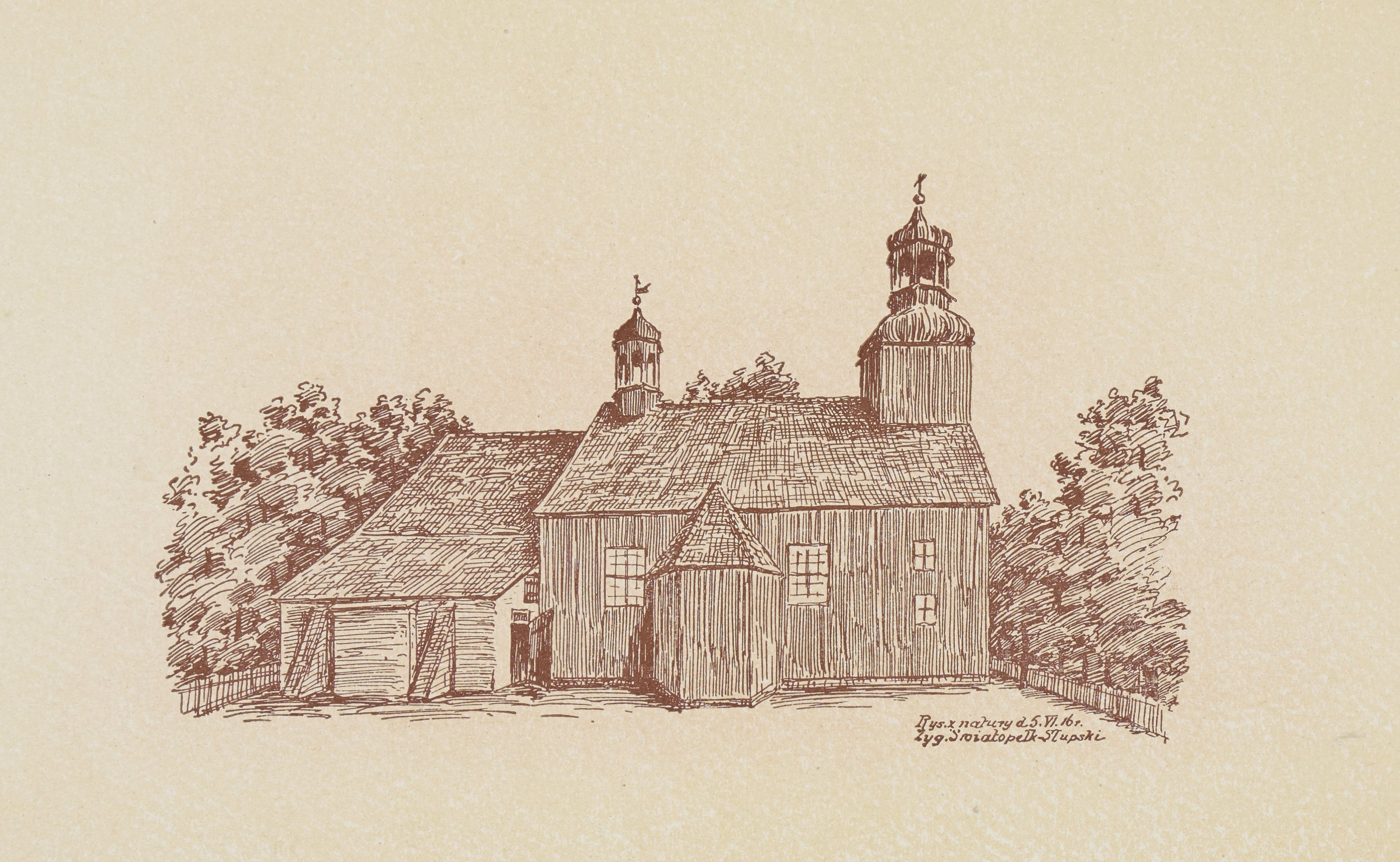
Kościół w Płonkowie – 1916 rok